# سوانسيس
بلدية سوانسيس (بالإسبانية: Suances)‏، هي إحدى بلديات منطقة كانتابريا, المصنفة على أنها مقاطعة أيضاً، في شمال إسبانيا.
يبلغ عدد سكانها 6.649 نسمة وفقاً لإحصائية سنة (2002).

## توأمة
لسوانسيس اتفاقيات توأمة مع:
- باسنز جيروند

## أعلام
- إيفان غوتيريز